# Sabata Jiefang
Les sabates Jiefang són un nom comú utilitzat per a designar les sabates de sola de goma recobertes de tela que durant molt de temps van ser utilitzades com a sabates militars estàndard de l'Exèrcit Popular d'Alliberament. Van ser les sabates principals de l'Exèrcit Popular d'Alliberament des de principis de la dècada del 1950. Les sabates estan actualment retirades de l'uniforme de l'exèrcit, però tenen un ús civil comú.
Amb l'inici de la indústria del cautxú a la Xina, l'Exèrcit Popular d'Alliberament va substituir les sabates de tela per sabates Jiefang. La part superior i l'interior de la sabata estan fetes de material de cotó pur, i la part superior és de color verd.
El model de sabates prompte va substituir les sabates de tela i les sandàlies de palla com a sabates pràcticament imprescindibles i d'ús comú per a la població xinesa, així, durant el maoisme, es calcula que tothom a l'exèrcit, un 90% dels treballadors industrials i de serveis, i un 40% dels agricultors utilitzava sabates Jiefang. Fins i tot els líders, com Deng Xiaoping, calçaven la modesta sabata. Després de la dècada de 1980, amb l'auge de l'economia de mercat, hi ha molts tipus de sabates disponibles a la Xina, però moltes persones corrents encara les han fet servir. Durant la reestructuració i obertura econòmica de la Xina, algunes empreses que les comercialitzaven, com Double Star, van perdre o vore reduïts els contractes del govern i van haver de comercialitzar-les en l'economia civil, alhora que enfocaven la seua producció a altre tipus de sabates.
Tot i que les sabates Jiefang han estat substituïdes pel model 99 de sabates d'entrenament i per les botes militars a l'exèrcit, la producció civil d'estes sabates pràctiques i barates no s'ha aturat.
Des de la dècada del 2010, les sabates Jiefang s'han tornat a posar de moda a la Xina continental, el Japó i els països europeus i americans. El preu de la versió millorada és fins i tot de 76 dòlars, que és al mateix nivell de preus que les marques esportives famoses com Nike.